# I rinnegati di Fort Grant
I rinnegati di Fort Grant (Fuerte perdido) è un film del 1964 diretto da José Maria Elorrieta.

## Trama
Una carovana in rotta verso l'Arizona attraversa il territorio degli Apache è stata attaccata dai feroci guerrieri Apache. I sopravvissuti cercano rifugio in un forte vicino per affrontare gli attacchi incessanti.